# Clara Lidström
Clara Sofia Lidström, "Underbara Clara", född 20 april 1986 på Ålidhem i Umeå,  är en svensk författare, bloggare och fotograf.
Clara Lidström började blogga i september 2006 på bloggen "Underbara Clara - the kristet, fashionistiska, feministiska alternativ du älskar". 2011 var hon sommarvärd i P1 och 2013 kom den första av hennes sju böcker ut.  Claras blogg är en av Sveriges mest lästa livsstilsbloggar och hon skriver om allt ifrån inredning och matlagning till entreprenörskap, feminism och miljöfrågor.
Hon har bland annat fått utmärkelsen WWF:s pris som Årets miljöhjälte 2013.

## Biografi
Clara Lidström började blogga i september 2006 under namnet "Underbara Clara". Knappt två år senare togs hennes blogg in i lokaltidningen Västerbottens folkblad, där hon blev journalist.
Efter flytten har hennes blogg blivit större och mer känd. Hennes blogg var 2012 en av Sveriges femton största modebloggar.
Hennes blogg har tre gånger nominerats i Veckorevyns Blog awards, exempelvis i kategorin "kaxigaste".
Clara Lidström är bekännande kristen och tillhör en frikyrka. Detta blir periodvis synligt i bloggen som när frågan om abort tas upp ur ett etiskt perspektiv. Clara Lidström har i en intervju berättat att hon tycker att aborter är en svår fråga, att hon aldrig skulle göra en själv men att hon samtidigt inte dömer någon. I blogginlägget När barn är foster skrev hon ett inlägg som väckte mycket uppmärksamhet inom bloggvärlden.
Västerbottens Folkblad har gett ut en jultidning med recept och inredningstips av henne. Hösten 2010 medverkade Lidström en gång i veckan i Erica Dahlgrens radioprogram Pikant, som handlar om husmorstips och pyssel. Pikant fick en fortsättning och följdes av en vårsäsong och en höstsäsong 2011. Under 2011 startade också radioserien Husmorsskolan  och denna serie fortlevde fram till och med december 2012.
År 2011 var hon en av sommarvärdarna i radioprogrammet Sommar. Samma år medverkade hon i TV-programmet Sommarpratarna tillsammans med Margareta Strömstedt, Malin Sävström, Brolle och Andreas Lundstedt.
År 2012 kom Lidströms debutbok Vintagepimp och hemmafix. En inredningsbok med fokus på pyssel och loppisfynd. År 2013 kom uppföljaren Underbara Claras garderob - pimpa sy och fixa som hon gjort tillsammans med sin syster designern Anna Lidström.
Hösten 2013 medverkade Lidström i UR-dokumentären De Obekväma och förespråkade en ny arbetslinje med kortare arbetsdagar. 
2014 flyttade Lidström sin blogg till amelia.se och inledde ett samarbete med tidningen. 
Våren 2014 kom Lidströms bok BAKA Steg för Steg ut på Raben&Sjögren. Det är den första delen i en serie faktaböcker för barn som hon skrivit tillsammans med Annakarin Nyberg. Boken blev den bäst sålda kokboken på Adlibris det året. Hösten 2014 släpptes FIXA Steg för steg på samma förlag.
Våren 2015 släpptes tredje boken i serien - ODLA Steg för steg. Boken fick pris av Måltidsakademien som Årets svenska måltidslitteratur för barn 2015. Den nominerades även till Carl von Linne-plaketten.
Hösten 2015 sändes teveserien Claras Gård i fem avsnitt i Go'kväll i SVT.
Hösten 2015 lanserades Lidström tillsammans med Annakarin Nyberg boken God Jul - Kakor, knäck och karameller.
Våren 2016 lanserade Lidström tillsammans med Annakarin Nyberg barnboken Kalas Steg för Steg.
I maj 2016 började Clara Lidström som krönikör på Expressen
Hösten 2016 lanserade Lidström tillsammans med Annakarin Nyberg barnboken Laga Steg för Steg.
Hösten 2016 avslutade Lidström bloggsamarbetet med Amelia och flyttade till sin egen portal underbaraclaras.se. I samband med detta startade hon podcasten En Underbar Pod tillsammans med radiojournalisten Erica Dahlgren.

## Priser och utmärkelser
- Årets Svenska Måltidslitteratur 2018 för Barnens Stora Kokbok
- Årets Svenska Måltidslitteratur 2015 – för barnboken Odla.
- Årets Nyföretagare 2013 (Utmärkelse från Almi)
- Årets Miljöhjälte 2013 – Utmärkelse från Naturskyddsföreningen, priset delades ut av H.M Konung Carl XVI Gustaf
- Årets Secondhandprofil 2012 –  Utmärkelse från Erikshjäpens Secondhand
- Sommarpratare i Sveriges Radio 2011. Programmet finns att höra här
- Årets gröna blogg 2011 och 2012 av sajten En lagom dos grönt
- Listad av karriärmagasinet Shortcut som en av Sveriges 100 färgstarka uppstickare
- Mottagare av Blå Bandet-äpplet 2011, för idérikt arbete kring främjandet av nykterhet
- Utsedd till Sveriges Chicaste Bloggare av modemagasinet Chic.
- Fick 2010 motta Norrmejerier-stipendiet med motiveringen  ”Skildringar av livet i Norrland blandas med bilder som lyfter fram vår vackra landsända. Ekologiskt tänkande och närproducerade råvaror är andra ämnen som denna vinnare gärna lyfter fram. Hon lyckas dessutom engagera och entusiasmera sina läsare, inte bara i Norrland utan i hela landet. Clara Lidström gör verkligen skäl för namnet – Underbara Clara!”